# 파워 팝 걸스
파워 팝 걸스(태국어: พาวเวอร์ป๊อปเกิร์ลส์, 영어: Power Pop Girls)는 태국의 걸 그룹이다.